# Paradella dianae
Paradella dianae es una especie de crustáceo isópodo marino de la familia Sphaeromatidae.

## Distribución geográfica
Es casi cosmopolita. Ligado al tráfico marítimo.